# Coesula erugens
Coesula erugens är en stekelart som beskrevs av Gupta och Jonathan 1969. Coesula erugens ingår i släktet Coesula och familjen brokparasitsteklar. Inga underarter finns listade i Catalogue of Life.